# Thrombopathie
 Mise en garde médicale
Une thrombopathie est une altération de la fonction des thrombocytes. Elle se caractérise par l'allongement du temps de saignement et un syndrome hémorragique en l'absence de thrombopénie. 

## Thrombopathies constitutionnelles
- Maladie de Bernard et Soulier ou dystrophie thrombocytaire hémorragipare (Déficit en glycoprotéine 1b-9)
- Thrombasthénie de Glanzmann (déficit en glycoprotéine 2b-3a)
- Syndrome de Gray (absence de granule alpha)
- Maladie des granules denses

## Thrombopathies acquises
- Insuffisance rénale aiguë
- Insuffisance rénale chronique
- Syndrome myéloprolifératif
- Leucémie aiguë
- Cirrhose
- Anti-inflammatoires
- Héparine
- Pénicillines